# Vrbovka tmavá
Vrbovka tmavá (Epilobium obscurum) je druh rostliny z čeledi pupalkovité (Onagraceae).

## Popis
Jedná se o vytrvalou rostlinu dosahující výšky nejčastěji 20–80 cm. Oddenky jsou poměrně dlouhé, po odkvětu nebo už za květu z něj vyráží dlouhé plazivé výběžky. Lodyha je jednoduchá nebo bohatě větvená, dole lysá, v horní části přitiskle pýřitá, od listů sbíhají 4 (řidčeji 2) úzké linie. Listy jsou vstřícné, jen v horní části jsou střídavé, přisedlé až krátce řapíkaté, prostřední někdy krátce sbíhavé. Čepele jsou nejčastěji podlouhle kopinaté až kopinaté, tmavě zelené, asi 2–7 cm dlouhé a 0,8–1,8 cm široké, na okraji oddáleně pilovité, na každé straně s 10–25 zuby. Květy jsou uspořádány v květenstvích, vrcholových hroznech a vyrůstají z paždí listenu. Květy jsou čtyřčetné, kališní lístky jsou 4, nejčastěji 3–4 mm dlouhé. Korunní lístky jsou taky 4, jsou nejčastěji 5–7 mm dlouhé, na vrcholu mělce vykrojené, našedle růžově fialové s tmavšími žilkami. Ve střední Evropě kvete nejčastěji v červenci až v srpnu. Tyčinek je 8 ve 2 kruzích, prašníky jsou 0,5–0,7 mm dlouhé. Semeník se skládá ze 4 plodolistů, je spodní, čnělka je přímá, 2–3× delší než blizna, blizna je celistvá, kyjovitá. Plodem je asi 4–7 cm dlouhá tobolka, je přitiskle pýřitá, v obrysu čárkovitého tvaru, čtyřhranná a čtyřpouzdrá, otvírá se 4 chlopněmi, obsahuje mnoho semen. Hypanthia jsou řídce žláznatá. Semena jsou cca 1–1,2 mm dlouhá, na vrcholu s chmýrem a osemení je hustě papilnaté. Počet chromozómů je 2n=36.

## Rozšíření ve světě
Vrbovka tmavá je rozšířena ve velké části Evropy, na sever až po jižní Skandinávii, roste i ve Velké Británii a Irsku. V jižní Evropě se vyskytuje jen málo. Přesahuje do severní Afriky, roste i na Madeiře a Kanárských ostrovech. Na východ je rozšířena i v evropské části Ruska přibližně po řeku Don, v Malé Asii na Kavkaze. Zavlečena do Jižní Ameriky, Tasmánie a na Nový Zéland.

## Rozšíření v Česku
V ČR se vyskytuje roztroušeně od nížin do hor, v termofytiku je vzácná a na jeho velkých částech chybí (např. jižně od Brna, v okolí Nymburka...). Nejčastěji ji najdeme na prameništích a vlhkých cestách, ve vlhkých příkopech, v rákosinách a na březích tůní.